# GHI Bronx Tennis Classic 2003
Il GHI Bronx Tennis Classic 2003 è stato un torneo di tennis facente parte della categoria ATP Challenger Series nell'ambito dell'ATP Challenger Series 2003. Il torneo si è giocato a Bronx negli Stati Uniti dall'11 al 17 agosto 2003 su campi in cemento.

## Vincitori

### Singolare
Ivo Karlović ha battuto in finale  Dmitrij Tursunov con il punteggio di 6–3, 6–3

### Doppio
Julien Benneteau /  Nicolas Mahut hanno battuto in finale  Martín García /  Graydon Oliver con il punteggio di 6–3, 6–1